# Pins del Feliu
Els Pins del Feliu és un bosc del Moianès, en el terme municipal de Monistrol de Calders.
Aquest bosc és al costat de ponent del Collet dels Pins del Feliu, al nord-oest del poble de Monistrol de Calders, en el vessant sud-occidental del Serrat de la Rectora, a prop i al sud-est del cementiri municipal del poble.